# Orvieto superiore
L'Orvieto superiore è un vino DOC la cui produzione è consentita nelle province di Terni e Viterbo.

## Caratteristiche organolettiche
- colore: giallo paglierino più o meno intenso
- odore: delicato, gradevole
- sapore: secco, con lieve retrogusto amarognolo, oppure abboccato o amabile o dolce, fine, delicato

## Produzione
Provincia, stagione, volume in ettolitri
- nessun dato disponibile